# Cahokia
Cahokia nær Collinsville og Mississippi River i det vestligste Illinois var den største præcolumbianske by nord for Mexico.:42  Den eksisterede fra ca. år 1050 til dens totale affolkning omkring 1300:136  eller 1350.:467  Der levede måske over 15.000 borgere i Cahokia, da den var tættest befolket frem mod år 1100.:468  Et afvigende skøn ligger på højst 7.500 indbyggere og et andet på 35.000.:130  Bysamfundets revolutionerende brug af dyrket majs som en vital del af indbyggernes kost muliggjorde samlingen af så mange folk på så relativt lille et område.:241 
Cahokia har navn efter cahokia indianerne, der sammen med tamaroa stammen havde befolket området, da franskmændene bosatte sig i denne del af Illinois sidst i 1600-tallet.:15 
Illinois købte en del af det udstykkede og privatejede Cahokia i 1923 og gjorde området til en statspark.:7/2  I 1982 opnåede den arkæologiske plads med byen status af et World Heritage Site:45  bl.a. på grund af dens opsigtsvækkende grundplan med store beboede kvarterer mellem mere end 100 menneskeskabte jordhøje:10  og en åben, planeret centerplads på 24 hektarer.:143  Arkæologer har fastslået eksistensen af en tre kilometer lang palisade,:473  omfangsrige jordgrave (borrow pits),:178  massegrave med over 250 skeletter:148  samt store cirkler af spredte pæle til astronomiske observationer.:32 
I et markant brud med fortiden var byen top-styret af en lille elite og dens religiøse ledere. Disse evnede at få tusindevis af byens oprindelige borgere og flere tilflyttere med en anden etnisk baggrund til at samarbejde og stræbe efter de samme mål.:20 
I en periode menes næsten en tredjedel af byens borgere at være søgt til staden langvejsfra.:32  Ergo havde Cahokia nok flere minoritets-kvarterer, hvor folk med en egen kultur, kostvaner:247  og sprog fandt sammen efter nationalitet.:135  Med byens position som Mississippi floddalens største formidler af mississippi-kulturen gennem tre århundreder påvirkede Cahokia andre indfødte samfund fra Minnesota til Louisiana både politisk, kommercielt og religiøst.:1 
I en omkreds af 25 kilometer fra storstaden lå flere end 10 mindre, lignende byer, nogle af dem med over 40 konstruerede jordhøje og op til 2.000 indbyggere. Dette kompleks af samtidige byer, inclusive selve Cahokia, benævnes Greater Cahokia.:469 
Skønt genstand for stor interesse gennem mere end 125 år har arkæologer undersøgt mindre end 1% af byen og dens jordhøje.:130  Et stort, moderne museum ved Cahokia Mounds World Heritage Site gengiver byens historie. Desuden har man rekonstrueret et afsnit af palisaden og en 123 meter stor pælecirkel.:49 

## Cahokia

### ”Big Bang”: Byen skyder op
Cahokia blev rejst oven på en gammel, mindre by:470  omkring 1050 som følge af et indfødt folks markante brud med fortiden og dets radikale nytænkning af byplanlægning, arkitektur og samfundsorden. Flere arkæologer omtaler den næsten øjeblikkelige omvæltning og hurtige byfornyelse og udvidelse af Cahokia som et socialt og kulturelt ”Big Bang.”:135  Nogle fagfolk ser tegn på, at en ny, religiøs bevægelse med en hurtigtvoksende menighed vendte folkementaliteten væk fra det gammelkendte og banede vejen for de dybtgående forandringer.:34 
Byens rektangulære huse havde ofte gulve lidt under jordniveau.:7/2  De havde sikkert stråtækt tag og stolpevægge af en slags.:273  Efter 1200 gravede cahokianerne dybe render i husenes omkreds brugt til at stabilisere det nederste af ydervæggene.:141 
Folk fra både mindre nabobyer og fjerne himmelstrøg søgte ind til Cahokia, hvor en stor arbejdsstyrke bl.a. dannede de første jordhøje. Jorden tog de fra områder tæt ved byen, der resulterede i mange op til 12 hektar store ”lånehuller”:179  med en dybde på næsten 3 meter nogle steder.:142  Byen brugte nogle af lånehullerne som lossepladser bagefter.:188 
Den såkaldte Monks Mound var til start en seks og en halv meter høj, fladtoppet jordhøj;:468  muligvis var den påbegyndt af andre folk omkring år 900.:214  Byen ville arbejde videre på højen ad mange omgange det næste århundrede:473  eller mere,:214  til den rejste sig som den højeste og mest monumentale høj i Cahokia. Tillige var den den største menneskeskabte jordhøj i Nordamerika.:129 
Øverst på visse af byens fladtoppede jordhøje blev der bygget store templer og huse til eliten. Placeringen synliggjorde disse beboeres særlige position i samfundet samt bygningernes betydning for folket som steder, hvor vigtige ceremonier og rådslagninger fandt sted.:6 
Et enormt, tidligt anlægsarbejde af hidtil uset omfang i denne del af Nordamerika:257  var planeringen af den rektangulære centerplads (Grand Plaza):142  på ca. 450 x 540 meter.:143  Pladsen blev anlagt lige syd for Monks Mound.:11  Nogle steder hældte indianerne op til 70 centimeter fyldmateriale på jorden for at udjævne huller og give torvet en plan overflade. En del af den gamle, mindre by blev begravet under de mange tusinde kubikmeter jord.:142  Centerpladsens lange sider rammer kun fem grader skævt i at være stik nord-syd orienteret.:143  Tæt på pladsens midtpunkt ligger den to til tre meter høje Red Mound (Mound 49);:120  om den lave høj er et skånet levn fra tidligere tider eller Cahokias bevidste markering af pladsens centrum er uklart.:198 
Store fester i forbindelse med anlægsarbejder eller årlige ceremonier, der inddrog hele bybefolkningen og styrkede borgernes følelse af samhørighed, blev nok afholdt på Grand Plaza. Resterne af de overdådige måltider og andet festaffald lader til at være endt i det nærtliggende lånehul under Mound 51.:275 
Rundt omkring Monks Mound anlagde cahokianerne fire andre åbne pladser på ca. 9 hektarer,:12  kaldt henholdsvis East Plazas, West Plaza og Creek Bottom Plaza.:13 

### At brødføde Cahokia
Omkring år 800 vandt majs frem i dele af Nordamerika som en dyrket afgrøde.:134  Nytteplanten nåede Illinois’ indfødte befolkninger 100 år senere.:255  Cahokianerne udvidede deres sortiment af haveplanter med majsen, for byen lå i en frodig del af Missississipi floddalen (The American Bottom):132  med Cahokia Creek og andre åer samt søer indenfor en rimelig afstand.:2 
Majs udgjorde snart den vigtigste del af størsteparten af byboernes kost.:255  Den blev dyrket lokalt, men også transporteret frem fra Richland Complex 30 til 40 kilometer sydøst for Greater Cahokia. Dette 300 km2 store landbrugs-distrikt tilknyttet Cahokia lå ved små bifloder til Kaskaskia River.:468 
Ellers indgik f.eks. dyrket squash og solsikkefrø:134  samt fisk,:468  vade- og svømmefugle plus vildt i familiernes kost.:469 
Nogle af byens fremmede tilflyttere med andre kostvaner lader til ikke at have spist majs, i hvert fald ikke i starten.:247 

### Cahokias jordhøje
Byens folk skabte omkring 120 jordhøje anlagt forskellige steder.:410 
Mange høje var anlagt med en flad top og en større, kvadratisk eller rektangulær bund, ofte beskrevet som en afstumpet pyramide.:194  På andre rektangulære høje snævrede to parallelle sider ind mod toppen, så de fik en smal, langstrakt højderyg uden plads til bygninger. Disse høje stod typisk i udkanten af Cahokia og markerede måske løseligt bygrænsen.:195  Et fåtal jordhøje var kegleformede med en rund base, der symmetrisk snævrede ind opefter. I flere tilfælde dannede de par med en fladtoppet høj tæt ved og kunne være forbundet med denne med en hævet, anlagt sti.:194 
Højden varierede fra under en meter:62  til 30 meter.:90 
Nogle høje, som Mound 51, blev anlagt oven på et lånehul fyldt med affald og nyt jord.:188 
Mound 72 med en base på ca. 42 x 21 meter fremkom ved at dække flere små, tidlige høje helt til med nye lag jord. De små høje rummede mere end 250 skeletter.:148 
En del jordhøje eksisterer ikke mere, da de er jævnet i tidens løb for at give plads til f.eks. veje, butikker:32  og en hundevæddeløbsbane.:116  Andre høje ændrede form og størrelse på grund af erosion, eller ved at jorden blev mekanisk dyrket igennem årtier.:84 
Flere af højene, også nogle af de nu ødelagte, var motiv for forskellige kunstnere fra 1830erne, f.eks. Bodmer.:19 
I 1921-1922 tog Army Air Service luftfotografier af højene, ligeledes af mange jordhøje som siden er forsvundet.:25  Cahokia var den første arkæologisk plads i Nordamerika, der blev dokumenteret og studeret på denne måde.:24 

#### Monks Mound
Monks Mound (Munkenes jordhøj) er den mest monumentale jordhøj bygget i Cahokia, og den lå ved den nordre ende af Grand Plaza. Navnet skyldes trappist munke, der dyrkede jorden på toppen af højen fra 1809 og nogle år frem.:17  Højens base har sider på ca. 290 x 286 meter, og højden er omtrent 30 meter. Som den eneste høj i Cahokia har den tre terrasser i forskellig højde op mod den flade top: Knap 11,:90  19 og 25 meter oppe.:95  En bred rampe af jord førte op til den første terrasse fra foden af højen.:11 
I starten var højen langt mindre.:468  Som følge af 14 eller måske 18 senere udvidelser:107  frem mod år 1200:104  fik den sin endelige form og størrelse. Det anslås, at indianerne da havde båret mere end 600.000 m3 jord eller mørkt prærieslam hen til højen i kurve og læsset den af for at fuldende monumentet.:188 
Der er fundet spor af en stor, forhistorisk bygning på toppen af Monks Mound.:105  I 1700-tallet opførte franskmænd en lille trækirke på den første terasse.:107 

### Lånehullerne
For at få jord, ler og prærieslam til bl.a. at bygge Cahokias jordhøje og til at pudse husvæggene med tog indbyggerne materiale både fra de omgivende områder og inde i byen. De mindst 20 lånehuller af meget uens form og størrelse:180-187  er lige så iøjnefaldende som jordhøjene.:178  Nogle lå hen som lave vådområder, mens andre tjente som lossepladser.
Mound 51 startede som et lånehul for at ende som en jordhøj bygget oven på bunker af affald og påfyldt jord. Affaldet bestod bl.a. af rester af store fisk, svaner og rådyr:274  samt af levninger eller skaller af mere end 30 vilde, spiselige planter, frugter og nødder.:265  Derudover fandt arkæologerne masser af lertøj i form af f.eks. bægre og krukker.:274  Et tykt læs kasseret tækkemateriale (strå) brød enten spontant i brand i hullet eller indianerne antændte det bevidst.:261 

### Sol-kalenderne – Cahokias Woodhenge
Mellem år 1100 og 1200 stillede kløgtige folk i Cahokia høje pæle jævnt spredt op i en cirkel med en diameter på 123 meter og anbragte også en pæl i centrum.:14 
Arkæologer har fundet fire sådanne pælecirkler. Den største er Post Circle 2. Dens 48 pæle dannede en cirkel med en diameter på 126 meter,:14  og den var placeret ca. en kilometer vest for Monks Mound.:13  Som de andre cirkler menes Post Circle 2 at være en solkalender, hvormed man kunne fastslå f.eks. solhverv og jævndøgn.:12 
Pælecirklerne kaldes populært Woodhenge, da de ses som en parallel til Stonehenge.

### Palisaden om centrum
På luftfotografierne taget i 1922 så man, at dele af Cahokia havde været omgivet af en palisade.:195 
Omkring 1150:478  blev de første rafter af ca. 6 meters højde:473  stillet på plads i en gravet rende til palisaden.:116  Raftemuren af ege- og valnøddetræ:719  blev måske plastret til med ler eller slam fra et lånehul.:182  Pælene omsluttede et ca. 83 hektar stort område med bl.a. Grand Plaza, Monks Mound og 18 andre jordhøje.:196  Palisaden havde med jævne intervaller vagttårne eller bastioner.:195  Byen vedligeholdte eller genopførte palisaden mindst fire gange til ind i 1200-tallet.:196 
Det omhegnede område af Cahokia må have været af særlig betydning. Det er uklart, hvad der stimulerede eller krævede bygningen af et tre kilometer langt, tæt hegn bygget af ca. 20.000 rafter eller små træstammer. En forklaring kan være ulmende social uro.:467 

### Gravene
Mound 72 gemte på over 250 skeletter fordelt på flere steder i højen.:148 
Seks af de afdøde var lagt til hvile på en isoleret plads i højen med gravgods omkring dem i form af f.eks. lerkrukker, pladekobber fra Lake Superior og marieglas fra Smoky Mountains. Dertil lå hundredevis af omhyggeligt udformede pilespidser sorteret i bunker alt efter deres facon ved en af de begravede, som antages at have haft en særlig høj status i samfundet. Han lå på et underlag af mere end 20.000 skiver perlemor lavet af muslinger.
Størsteparten af de restende jordfæstede var yngre kvinder. Der gisnes om, at de kan have været ofret for at følge rangspersonerne til en ny verden.:150  Skeletterne af fire mænd manglede både hoved og hænder.
Visse andre høje fungerede som gravhøje, f.eks. Mounds 19, 20 og 21 med mere end 20 højlagte.:18  I Mound 59 lå et skelet med en afbrækket del af et stykke pladekobber skåret i slangeform på brystet.:132 

### Cahokia forlades
Fra omkring 1200 skete der en gradvis udflytning fra storbyen.:470  Frem mod 1275 boede der måske 3.000 til 4.500 folk i Cahokia. De byggede deres huse, så de lå tættere på hinanden i mindre klynger.:472 
Sidst i 1200-tallet, måske allerførst i 1300-tallet, lader Cahokia til at have stået tom. Greater Cahokia led ligeledes under en generel udvandring.:467 
Langvarige perioder med tørke og en svigtende majshøst er foreslået som en mulig grund for borgerne til at opgive livet i Cahokia.:480  Andre peger på en økonomisk nedtur for byen.:137  Opbrugte natur-ressourcer, klimaændringer, leder-flugt, interne konflikter og uoverstigelige etniske modsætninger er også givet som teorier på affolkningen af byen og dens opland.:264 